# Chrysococcyx basalis
El cuclillo de Horsfield o cuclillo bronceado de Australia (Chrysococcyx basalis) es una especie de ave cuculiforme de la familia Cuculidae.  Anteriormente esta especie era conocida con el nombre científico Chalcites basalis.

## Hábitat y distribución
Puede encontrarse en Australia y en el sudeste de Asia. Aunque su población mundial no ha sido cuantificada, se considera común y estable.

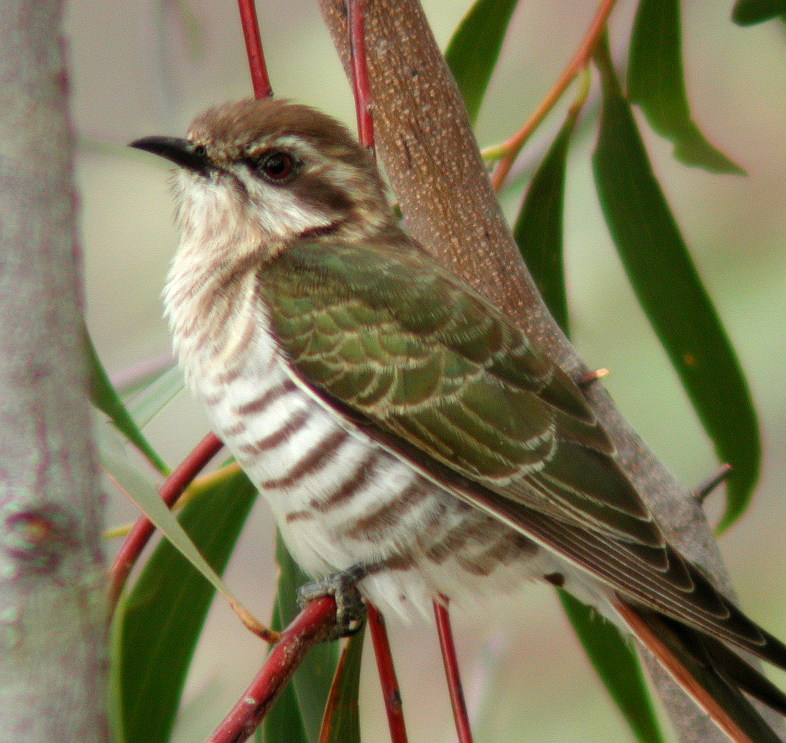
Fotografía tomada en Capertee Valley, NSW, Australia